# Papoose Peak Jumps
Auf den Papoose Peak Jumps im kalifornischen Squaw Valley wurden die Sprungwettbewerbe der VIII. Olympischen Winterspiele 1960 ausgetragen.

## Geschichte
Es gibt nur wenige gesicherte Informationen über diesen Schanzenkomplex. Da  bei der Olympiabewerbung im Jahr 1955 das ganze Skigebiet noch nicht existierte, ist davon auszugehen, dass auch die Schanzen zwischen 1955 und 1960 errichtet wurden. Konstruiert wurden sie offenbar vom Oberstdorfer Architekten Heini Klopfer.
Da es weiterhin auch keine Evidenz für internationale Wettbewerbe auf den Schanzen gibt, ist anzunehmen, dass sie bald darauf wieder stillgelegt wurden und verfielen.

## Schanze
Die Schanze war 90 Meter lang. Weitere technische Details sind nicht bekannt.
Olympiasieger 1960 wurde überraschend Helmut Recknagel aus der DDR. Recknagel startete für die gemeinsame deutsche Mannschaft und überraschte die Jury so sehr, dass man zur Siegerehrung offenbar nicht einmal eine Landesfahne hatte. Die Silbermedaille gewann der Finne Niilo Halonen vor dem Österreicher Otto Leodolter.

## Weitere Schanzen
Es gab am Papoose Peak noch eine K60- und eine K40-Schanze, auch sie sind heute verfallen.